# 센고쿠 라이덴 챔피언십
센고쿠 라이덴 챔피언십(Sengoku Raiden Championships)은 일본을 기반으로 하는 종합격투기 단체이다. 일본의 프라이드 파이팅 챔피언십이 소멸한 이후 프라이드 출신의 스탭, 선수들이 월드 빅토리 로드와 손을 잡고 프라이드의 후예를 자처하며 출범한 단체다. 2011년 3월 11일 스폰서 기업 돈키호테가 스폰서를 철회하였으며, 새로운 스폰서를 구하기 위해 노력하였으나 실패하여 현재까지 대회가 열리지 않고 있다.

## 챔피언
| 체급   | 챔피언      |
| ------ | ----------- |
| 페더급 | 히오키 하츠 |